# Cicle de caixa
El cicle de caixa és el temps que passa, en dies, des del moment en què es fa el pagament de les compres fins al moment en què rebem el cobrament dels clients.